# Louis Casaux
Pour les articles homonymes, voir Casaux.
Pas d'image ? Cliquez ici

a Compétitions nationales et continentales officielles uniquement.

b Matchs officiels uniquement.
Louis Casaux (né le 15 juillet 1938 à Ibos et mort le 23 octobre 1995 à Odos) est un joueur de rugby à XV (1,75 m pour 74 kg), qui a joué avec l'équipe de France de 1958 à 1962, évoluant aux postes de trois-quarts aile ou centre puis d’arrière au Stadoceste tarbais. 

## Carrière
Il a disputé son premier test match le 18 avril 1959, contre l'équipe d'Irlande, et son dernier test match fut contre l'équipe d'Écosse, le 13 janvier 1962.
Il a en outre participé à une tournée en Afrique du Sud en août 1958 avec l'équipe de France, mais étant blessé il n’a pu participer aux tests matchs avec le XV français conduit par Lucien Mias.

## Palmarès
- Sélections en équipe nationale : 3
- Sélections par année : 1 en 1959 (France vainqueur), 1 en 1960 (hors tournoi), et 1 en 1962 (France vainqueur)
- Tournois des Cinq Nations disputés : 1959, 1962